# -올

작용기인 하이드록실기(–OH)의 구조

-올(영어: -ol)은 주로 유기화학에서 하이드록실기(–OH)를 포함하는 유기 화합물(알코올)의 이름을 명명하는 데 사용되는 접미사이다. 이 접미사는 "알코올(alcohol)"이라는 단어로부터 유래되었다.
이 접미사는 "기름(oil)"을 의미하는 라틴어 "oleum"과 관련하여 일부 관용명에서도 찾아볼 수 있다. 이러한 의미의 예로는 페놀(phenol), 유제놀(eugenol), 우루시올(urushiol) 및 멘톨(menthol)이 있다.

## 명명법
알코올의 IUPAC 이름은 다음과 같은 규칙들로부터 파생될 수 있다.
1. 가장 긴 탄소 사슬을 식별하고, 각 탄소에 번호를 매긴다. 유기화학의 IUPAC 명명법에 따라 염기의 이름을 알케인으로 지정하다.
2. 하이드록실기(–OH)를 확인하고 하이드록실기가 어떤 탄소에 있는지 확인한다. 알코올이 되려면 하이드록실기가 탄소에 결합되어 있어야 한다.
3. 접미사 "-올(-ol)"을 사용하여 하이드록실기가 있는 탄소를 나타낸다. 3개의 탄소로 구성된 사슬에서 두 번째 탄소에 하이드록실기가 있는 알코올의 이름은 프로판-2-올(propan-2-ol)이다. 어떤 경우에는 관용명이 더 편리할 수 있다.
4. 하이드록실기가 사슬의 끝에 있거나 탄소 사슬의 탄소의 수가 1개 또는 2개인 경우에는 숫자를 사용하지 않는다.
5. 표준 그리스어 접두사를 사용하여 2개 이상의 하이드록실기(2개의 경우는 다이-(di-) 등)가 있는 분자의 이름을 명명한다.

## 예
- 메탄올
- 에탄올
- 아이소프로판올
- 페놀
- 에리트리톨
- 글리콜
- 터트-뷰틸 알코올

## 같이 보기
- -알
- -에이트
- -온
- -오스

## 참고 문헌
- International Union of Pure and Applied Chemistry, Commission on Nomenclature of Organic Chemistry (1993).  Panico R; Powell WH; Richer JC, 편집. 《A guide to IUPAC nomenclature of organic compounds: recommendations 1993》. Oxford: Blackwell Scientific Publications. ISBN 0-632-03702-4.